# Dinka
Dinka (dinkou Thuɔŋjäŋ, případně Thuɔŋ ee Jieng) je skupina vzájemně srozumitelných, ale poměrně odlišných dialektů, kterými mluví národ Dinků, hlavní etnická skupina v Jižním Súdánu. Nejpříbuznějším jazykem je jazyk nuer, kterým mluví Nuerové, tradiční rivalové Dinků.
Dinka patří do jazykové rodiny východosúdánských jazyků, která je velmi pravděpodobně součástí velké jazykové rodiny nilosaharských jazyků.
Mezi nejpoužívanější dialekty patří Padang, Rek, Agaar, Awiel, Twic Mayardit, Hol, Nyarweng, Twi a Bor.

## Abeceda
Dinka používá od začátku 20. století latinku, doplněnou o několik speciálních znaků. Dinská abeceda:
a ä b c d dh e ë ɛ ɛ̈ g ɣ i ï j k l m n nh ny ŋ t th u w o ö ɔ ɔ̈ p r y
(poznámka: písmeno ɛ se někdy nahrazuje písmenem ė, ɣ se někdy nahrazuje písmeny h, x nebo q, ŋ se někdy zapisuje jako ng a ɔ se někdy zapisuje jako ȯ)

## Ukázka
Deklarace nezávislosti v jazyce dinka:
Raan thök eben aye dhëëth ka lau nhöm kua thöŋ nhiim eyithiic, kua thɛ̈kic, kua ci yëknhiethku puou, ku bik cëŋ ka ke ye mith etik.